# 전광석하
〈電光石夏〉는 1998년 8월 5일 발매한 TOKIO의 미니 앨범이다.

## 설명
- TOKIO가 발매한 2025년 현재 유일한 미니 앨범이다.
- 미니 앨범이지만, 수록곡이나 가격은 싱글과 거의 차이 없다.

## 수록곡
1. 大波小波Rock'n Roll 
  - NTV 《더! 철완! DASH!!》테마송
2. A Long Way Home 
  - 후마키라 《베이프》 TV-CM
3. GATTEN! 
  - SUZUKI 《Cultus》 TV-CM
4. 大波小波Rock'n Roll（Original Karaoke）